# Catherine de Russie (film, 1934)
Pour les articles homonymes, voir Catherine de Russie.
Pour plus de détails, voir Fiche technique et Distribution.
Catherine de Russie (titre original : The Rise of Catherine the Great) est un film britannique de Paul Czinner sorti en 1934.

## Synopsis
En 1744 la princesse Sophie Frédérique Augusta, futur Catherine II vit à Anhalt-Zerbst à la cour de l'impératrice Élisabeth. La jeune femme doit épouser le Grand-Duc Pierre III, neveu et héritier présomptif de la Tsarine. Pierre affiche déjà des signes d'instabilité mentale et de forte misogynie. Il rejette Catherine pendant leur nuit de noces à la suite d'une remarque anodine de son valet, affirmant qu'elle a utilisé ses charmes féminins pour le conquérir. Avec le temps, pourtant, Pierre l'accepte et le mariage s'écoule paisiblement pendant un certain temps. Au même moment, Catherine gagne en expérience du gouvernement en travaillant en tant qu'aide principale de l'impératrice.
Cette dernière meurt et Pierre devient le nouveau Tsar mais sa maladie mentale devient trop importante pour qu'il exerce le pouvoir. Sa femme continue de l'aimer malgré une histoire d'amour avec l'un de ses meilleurs amis qu'elle affiche publiquement, jusqu'au soir où son mari dépasse les bornes en l'humiliant. Elle cesse de l'aimer et planifie un coup d'État. Le lendemain matin, il est arrêté et Catherine est couronnée impératrice de toutes les Russies.
Le couronnement est gâché par le meurtre de Pierre le matin même, contrairement aux ordres de Catherine. Grigori Orlov lui explique que tout a un prix, et que celui de la couronne est le plus élevé de tous. Le film se termine avec Catherine en larmes sur son trône, tandis que les acclamations de la foule se font entendre à l'extérieur.

## Fiche technique
- Titre  : Catherine de Russie
- Titre original : The Rise of Catherine the Great
- Réalisation : Paul Czinner (Alexandre Korda, non crédité[1])
- Scénario : Marjorie Deans, Arthur Wimperis et Lajos Biró, Melchior Lengyel d'après leur pièce de théâtre The Czarina
- Photographie : Georges Périnal
- Musique : Muir Mathieson
- Pays d'origine :  Royaume-Uni
- Format : Noir et blanc - Son mono - 1,37:1
- Durée : 95 minutes

## Distribution
- Douglas Fairbanks Jr. (VF : Lucien Nat[2]) : le grand-duc Pierre
- Elisabeth Bergner (VF : Suzanne Demars[2]) : Catherine de Russie
- Flora Robson (VF : Dagmar Gérard[2]) : l'impératrice Élisabeth
- Gerald du Maurier : Lecocq
- Irene Vanbrugh : la princesse d'Anhalt-Zerbst
- Joan Gardner : Katushienka
- Dorothy Hale : la comtesse Olga
- Diana Napier : la comtesse Vorontzova
- Griffith Jones : Grigori Orlov
- Gibb McLaughlin : Bestujhev
- Clifford Heatherley : Ogarev
- Laurence Hanray : Goudovitch
- Allan Jeayes : le colonel Karnilov
- Melchior Lengyel